# Liste der Bodendenkmale in Lankau
In der Liste der Bodendenkmale in Lankau sind die Bodendenkmale der Gemeinde Lankau nach dem Stand der Bodendenkmalliste des Archäologischen Landesamts Schleswig-Holstein von 2016 aufgelistet. Die Baudenkmale sind in der Liste der Kulturdenkmale in Lankau aufgeführt.
| Denkmal-ID           | Befundart           | Bezeichnung                                    | Zeitstellung                 | Lage | Bemerkungen | Bild |
| -------------------- | ------------------- | ---------------------------------------------- | ---------------------------- | ---- | ----------- | ---- |
| aKD-ALSH-Nr. 000 741 | Grabmal > Grabhügel | Grabhügel                                      | Vor- und/oder Frühgeschichte |      |             |      |
| aKD-ALSH-Nr. 000 742 | Grabmal > Grabhügel | Grabhügel                                      | Vor- und/oder Frühgeschichte |      |             |      |
| aKD-ALSH-Nr. 000 743 | Grabmal > Grabhügel | Grabhügel                                      | Vor- und/oder Frühgeschichte |      |             |      |
| aKD-ALSH-Nr. 000 745 | Grabmal > Grabhügel | Grabhügel                                      | Vor- und/oder Frühgeschichte |      |             |      |
| aKD-ALSH-Nr. 000 747 | Grabmal > Grabhügel | Grabhügel                                      | Vor- und/oder Frühgeschichte |      |             |      |
| aKD-ALSH-Nr. 000 748 | Grabmal > Grabhügel | Grabhügel                                      | Vor- und/oder Frühgeschichte |      |             |      |
| aKD-ALSH-Nr. 000 749 | Grabmal > Grabhügel | Grabhügel                                      | Vor- und/oder Frühgeschichte |      |             |      |
| aKD-ALSH-Nr. 000 750 | Grabmal > Grabhügel | Grabhügel                                      | Vor- und/oder Frühgeschichte |      |             |      |
| aKD-ALSH-Nr. 000 751 | Grabmal > Grabhügel | Grabhügel                                      | Vor- und/oder Frühgeschichte |      |             |      |
| aKD-ALSH-Nr. 000 752 | Grabmal > Grabhügel | Grabhügel                                      | Vor- und/oder Frühgeschichte |      |             |      |
| aKD-ALSH-Nr. 000 753 | Grabmal > Grabhügel | Grabhügel                                      | Vor- und/oder Frühgeschichte |      |             |      |
| aKD-ALSH-Nr. 000 754 | Grabmal > Grabhügel | Grabhügel                                      | Vor- und/oder Frühgeschichte |      |             |      |
| aKD-ALSH-Nr. 000 755 | Grabmal > Grabhügel | Grabhügel                                      | Vor- und/oder Frühgeschichte |      |             |      |
| aKD-ALSH-Nr. 000 756 | Grabmal > Grabhügel | Grabhügel                                      | Vor- und/oder Frühgeschichte |      |             |      |
| aKD-ALSH-Nr. 000 757 | Grabmal > Grabhügel | Grabhügel                                      | Vor- und/oder Frühgeschichte |      |             |      |
| aKD-ALSH-Nr. 000 758 | Grabmal > Grabhügel | Grabhügel                                      | Vor- und/oder Frühgeschichte |      |             |      |
| aKD-ALSH-Nr. 000 759 | Grabmal > Grabhügel | Grabhügel                                      | Vor- und/oder Frühgeschichte |      |             |      |
| aKD-ALSH-Nr. 000 760 | Grabmal > Grabhügel | Grabhügel                                      | Vor- und/oder Frühgeschichte |      |             |      |
| aKD-ALSH-Nr. 000 761 | Grabmal > Grabhügel | Grabhügel                                      | Vor- und/oder Frühgeschichte |      |             |      |
| aKD-ALSH-Nr. 000 762 | Grabmal > Grabhügel | Grabhügel                                      | Vor- und/oder Frühgeschichte |      |             |      |
| aKD-ALSH-Nr. 000 763 | Grabmal > Grabhügel | Grabhügel                                      | Vor- und/oder Frühgeschichte |      |             |      |
| aKD-ALSH-Nr. 000 764 | Grabmal > Grabhügel | Grabhügel                                      | Vor- und/oder Frühgeschichte |      |             |      |
| aKD-ALSH-Nr. 000 765 | Grabmal > Grabhügel | Grabhügel                                      | Vor- und/oder Frühgeschichte |      |             |      |
| aKD-ALSH-Nr. 000 766 | Grabmal > Grabhügel | Grabhügel                                      | Vor- und/oder Frühgeschichte |      |             |      |
| aKD-ALSH-Nr. 000 767 | Grabmal > Grabhügel | Grabhügel                                      | Vor- und/oder Frühgeschichte |      |             |      |
| aKD-ALSH-Nr. 000 768 | Grabmal > Grabhügel | Grabhügel                                      | Vor- und/oder Frühgeschichte |      |             |      |
| aKD-ALSH-Nr. 000 769 | Grabmal > Grabhügel | Grabhügel                                      | Vor- und/oder Frühgeschichte |      |             |      |
| aKD-ALSH-Nr. 000 770 | Grabmal > Grabhügel | Grabhügel                                      | Vor- und/oder Frühgeschichte |      |             |      |
| aKD-ALSH-Nr. 000 771 | Grabmal > Grabhügel | Grabhügel                                      | Vor- und/oder Frühgeschichte |      |             |      |
| aKD-ALSH-Nr. 000 772 | Grabmal > Grabhügel | Grabhügel                                      | Vor- und/oder Frühgeschichte |      |             |      |
| aKD-ALSH-Nr. 000 773 | Grabmal > Grabhügel | Grabhügel                                      | Vor- und/oder Frühgeschichte |      |             |      |
| aKD-ALSH-Nr. 000 774 | Grabmal > Grabhügel | Grabhügel                                      | Vor- und/oder Frühgeschichte |      |             |      |
| aKD-ALSH-Nr. 000 775 | Grabmal > Grabhügel | Grabhügel                                      | Vor- und/oder Frühgeschichte |      |             |      |
| aKD-ALSH-Nr. 000 776 | Grabmal > Grabhügel | Grabhügel                                      | Vor- und/oder Frühgeschichte |      |             |      |
| aKD-ALSH-Nr. 000 777 | Grabmal > Grabhügel | Grabhügel                                      | Vor- und/oder Frühgeschichte |      |             |      |
| aKD-ALSH-Nr. 000 778 | Grabmal > Grabhügel | Grabhügel                                      | Vor- und/oder Frühgeschichte |      |             |      |
| aKD-ALSH-Nr. 000 779 | Grabmal > Grabhügel | Grabhügel                                      | Vor- und/oder Frühgeschichte |      |             |      |
| aKD-ALSH-Nr. 000 780 | Grabmal > Grabhügel | Grabhügel                                      | Vor- und/oder Frühgeschichte |      |             |      |
| aKD-ALSH-Nr. 000 781 | Grabmal > Grabhügel | Grabhügel                                      | Vor- und/oder Frühgeschichte |      |             |      |
| aKD-ALSH-Nr. 000 782 | Grabmal > Grabhügel | Grabhügel                                      | Vor- und/oder Frühgeschichte |      |             |      |
| aKD-ALSH-Nr. 000 783 | Grabmal > Grabhügel | Grabhügel                                      | Vor- und/oder Frühgeschichte |      |             |      |
| aKD-ALSH-Nr. 000 784 | Grabmal > Grabhügel | Grabhügel                                      | Vor- und/oder Frühgeschichte |      |             |      |
| aKD-ALSH-Nr. 000 785 | Grabmal > Grabhügel | Grabhügel                                      | Vor- und/oder Frühgeschichte |      |             |      |
| aKD-ALSH-Nr. 000 786 | Grabmal > Grabhügel | Grabhügel                                      | Vor- und/oder Frühgeschichte |      |             |      |
| aKD-ALSH-Nr. 000 787 | Grabmal > Grabhügel | Grabhügel                                      | Vor- und/oder Frühgeschichte |      |             |      |
| aKD-ALSH-Nr. 000 788 | Grabmal > Grabhügel | Grabhügel                                      | Vor- und/oder Frühgeschichte |      |             |      |
| aKD-ALSH-Nr. 000 789 | Grabmal > Grabhügel | Grabhügel                                      | Vor- und/oder Frühgeschichte |      |             |      |
| aKD-ALSH-Nr. 000 790 | Grabmal > Grabhügel | Grabhügel                                      | Vor- und/oder Frühgeschichte |      |             |      |
| aKD-ALSH-Nr. 000 791 | Befestigung > Burg  | Burg/Motte/Ringwall/Turmhügel „Spitzbubenbarg“ | Mittelalter                  |      |             |      |
| aKD-ALSH-Nr. 000 792 | Grabmal > Grabhügel | Grabhügel                                      | Vor- und/oder Frühgeschichte |      |             |      |
| aKD-ALSH-Nr. 000 793 | Grabmal > Grabhügel | Grabhügel                                      | Vor- und/oder Frühgeschichte |      |             |      |
| aKD-ALSH-Nr. 000 794 | Grabmal > Grabhügel | Grabhügel                                      | Vor- und/oder Frühgeschichte |      |             |      |
| aKD-ALSH-Nr. 000 795 | Grabmal > Grabhügel | Grabhügel                                      | Vor- und/oder Frühgeschichte |      |             |      |
| aKD-ALSH-Nr. 000 796 | Grabmal > Grabhügel | Grabhügel                                      | Vor- und/oder Frühgeschichte |      |             |      |
| aKD-ALSH-Nr. 000 797 | Grabmal > Grabhügel | Grabhügel                                      | Vor- und/oder Frühgeschichte |      |             |      |
| aKD-ALSH-Nr. 000 798 | Grabmal > Grabhügel | Grabhügel                                      | Vor- und/oder Frühgeschichte |      |             |      |
| aKD-ALSH-Nr. 000 799 | Grabmal > Grabhügel | Grabhügel                                      | Vor- und/oder Frühgeschichte |      |             |      |
| aKD-ALSH-Nr. 000 800 | Grabmal > Grabhügel | Grabhügel                                      | Vor- und/oder Frühgeschichte |      |             |      |
| aKD-ALSH-Nr. 000 801 | Grabmal > Grabhügel | Grabhügel                                      | Vor- und/oder Frühgeschichte |      |             |      |
| aKD-ALSH-Nr. 000 802 | Grabmal > Grabhügel | Grabhügel                                      | Vor- und/oder Frühgeschichte |      |             |      |
| aKD-ALSH-Nr. 000 803 | Grabmal > Grabhügel | Grabhügel                                      | Vor- und/oder Frühgeschichte |      |             |      |
| aKD-ALSH-Nr. 000 804 | Grabmal > Grabhügel | Grabhügel                                      | Vor- und/oder Frühgeschichte |      |             |      |
| aKD-ALSH-Nr. 000 805 | Grabmal > Grabhügel | Grabhügel                                      | Vor- und/oder Frühgeschichte |      |             |      |
| aKD-ALSH-Nr. 000 806 | Grabmal > Grabhügel | Grabhügel                                      | Vor- und/oder Frühgeschichte |      |             |      |
| aKD-ALSH-Nr. 000 807 | Grabmal > Grabhügel | Grabhügel                                      | Vor- und/oder Frühgeschichte |      |             |      |
| aKD-ALSH-Nr. 000 808 | Grabmal > Grabhügel | Grabhügel                                      | Vor- und/oder Frühgeschichte |      |             |      |
| aKD-ALSH-Nr. 000 809 | Grabmal > Grabhügel | Grabhügel                                      | Vor- und/oder Frühgeschichte |      |             |      |
| aKD-ALSH-Nr. 000 810 | Grabmal > Grabhügel | Grabhügel                                      | Vor- und/oder Frühgeschichte |      |             |      |
| aKD-ALSH-Nr. 000 811 | Befestigung > Burg  | Burg/Motte/Ringwall/Turmhügel                  | Mittelalter                  |      |             |      |
| aKD-ALSH-Nr. 000 812 |                     | Ziegelei/Töpferei                              | Spätmittelalter              |      |             |      |
| aKD-ALSH-Nr. 000 819 | Grabmal > Grabhügel | Grabhügel                                      | Vor- und/oder Frühgeschichte |      |             |      |
| aKD-ALSH-Nr. 000 820 | Grabmal > Grabhügel | Grabhügel                                      | Vor- und/oder Frühgeschichte |      |             |      |
| aKD-ALSH-Nr. 000 821 | Grabmal > Grabhügel | Grabhügel                                      | Vor- und/oder Frühgeschichte |      |             |      |
| aKD-ALSH-Nr. 000 822 | Grabmal > Grabhügel | Grabhügel                                      | Vor- und/oder Frühgeschichte |      |             |      |
| aKD-ALSH-Nr. 000 823 | Grabmal > Grabhügel | Grabhügel                                      | Vor- und/oder Frühgeschichte |      |             |      |
| aKD-ALSH-Nr. 000 824 | Grabmal > Grabhügel | Grabhügel                                      | Vor- und/oder Frühgeschichte |      |             |      |
| aKD-ALSH-Nr. 000 825 | Grabmal > Grabhügel | Grabhügel                                      | Vor- und/oder Frühgeschichte |      |             |      |
| aKD-ALSH-Nr. 000 826 | Grabmal > Grabhügel | Grabhügel                                      | Vor- und/oder Frühgeschichte |      |             |      |
| aKD-ALSH-Nr. 000 827 | Grabmal > Grabhügel | Grabhügel                                      | Vor- und/oder Frühgeschichte |      |             |      |
| aKD-ALSH-Nr. 000 828 | Grabmal > Grabhügel | Grabhügel                                      | Vor- und/oder Frühgeschichte |      |             |      |
| aKD-ALSH-Nr. 000 829 | Grabmal > Grabhügel | Grabhügel                                      | Vor- und/oder Frühgeschichte |      |             |      |